# 62 до н. е.

## Померли
- Квінт Росцій — відомий давньоримський комічний актор часів пізньої Римської республіки, театральний новатор.
- Луцій Сергій Катіліна — намісник Африки, організатор змови Катіліни.